# トランクルームチャンネル
トランクルームチャンネル（Trunkroom Channell）は、キュラーズが運営する、トランクルームに関する情報をまとめた情報サイトである。

## 概要
トランクルームを運営するキュラーズ社が、従来情報の乏しかったトランクルーム市場に関するデータや記事を配信・公開することでトランクルーム市場に対する認知・理解の浸透を図り、トランクルーム産業全体の普及促進に繋げることを目的とし開設した。
同サイトでは、トランクルーム市場に関する投資家向けコンテンツや、トランクルーム産業先進国である米国を始めとした海外市場の最新動向などを配信。また、収納スタイリストによる「クローゼット収納のお悩み解決策」などの主婦向けコンテンツも配信する。